# マントヒヒ
マントヒヒ（Papio hamadryas）は、オナガザル科ヒヒ属に分類される霊長類。ヒヒ属の模式種。特定動物。

## 分布
イエメン、エチオピア、サウジアラビア、ジブチ、スーダン西部、ソマリア

## 形態
体長はオスが70-80cm、メスが50-60cm。尾長は40-65cm。体重はオスが20kg、メスが10kg。メスよりもオスの方が大型になる。
顔や臀部には体毛がなく、ピンク色の皮膚が露出している。尻だこは発達する。尾の先端の体毛は房状に伸長する。
オスは体毛が灰色で、特に側頭部や肩の体毛が伸長する。この体毛がマントのように見えることが和名の由来。一方、メスや幼体の体毛は褐色で、メスは成長しても側頭部や肩の毛が伸長することはない。
以上のようにオスとメスで体長も外見もまったく異なるため、ヨーロッパ人が初めてマントヒヒを見た当時、オスとメスは別の種類と考えられたこともあった。

## 生態
草原や岩場に生息する。昼間は1頭のオスと数頭のメスや幼獣からなる小規模な群れで移動しながら食事を取り、夜になると100頭以上にもなる大規模な群れを形成して崖の上などで休む。威嚇やコミュニケーションとして口を大きく開け、犬歯を剥き出しにする行動を行う。
食性は雑食で、昆虫類、小型爬虫類、木の葉、果実、種子などを食べる。繁殖形態は胎生で、1回に1頭（まれに2頭）の幼獣を産む。
一夫多妻のハーレムを形成し、大人のオスはメスがまだ幼いときに親元から連れ去ってハーレムのメスを増やしていく。メスがハーレムを離れようとした場合、オスはすぐにメスの首に噛みついてハーレムにとどめようとする。このとき、あまりにも強く噛みつかれたために死んでしまうメスもいる。

## 人間との関係
古代エジプトでは神や神の使者（トート、ヘジュウルなど）として崇められ、神殿の壁やパピルスに記録されたほか、聖獣として神殿で飼育され、ミイラも作られた。英名（Sacred=神聖な）もこれに由来すると思われる。現在のエジプトでは本種は絶滅している。